# 德米特里·别利克
德米特里·阿纳托利耶维奇·别利克（俄語：Дмитрий Анатольевич Белик；1969年10月17日—），俄羅斯及前烏克蘭政治家。第七屆國家杜馬議員、國家杜馬控制和法規委員會成員。
出生於俄羅斯雅庫特蘇維埃社會主義自治共和國的烏斯季揚斯克區。1990年，從克麥羅沃搬到塞瓦斯托波爾居住。2006年畢業於莫斯科現代人文學院，取得經濟學學位。曾任塞瓦斯托波爾市議會第四、五、六屆議員。2013年6月21日起擔任塞瓦斯托波爾市國家社會政策管理局副主席。
2014年克里米亞危機期間，他曾於2014年3月4日至5月13日期間擔任塞瓦斯托波爾代理市長。他支持俄羅斯吞併克里米亞，並積極參與俄羅斯佔領政府的工作，禁止該市政府在工作中使用烏克蘭語。2015年，他被烏克蘭檢察官辦公室指控涉嫌犯有叛國罪，遭到通緝。
2016年5月22日，他作為統一俄羅斯黨在塞瓦斯托波爾市的國家杜馬候選人贏得選舉，當選第七屆俄羅斯國家杜馬議員，並於10月5日就職。同年11月，作為來自克里米亞地區的六名國家杜馬議員之一，他遭到歐盟的制裁。